# Eremurus furseorum
Eremurus furseorum är en grästrädsväxtart som beskrevs av Per Erland Berg Wendelbo. Eremurus furseorum ingår i släktet Eremurus och familjen grästrädsväxter. Inga underarter finns listade i Catalogue of Life.